# 5447 Lallement
5447 Lallement (1991 PO14) là một tiểu hành tinh vành đai chính được phát hiện ngày 6 tháng 8 năm 1991 bởi H. E. Holt ở Palomar.